# Комуналь д'Андорра-ла-Велья
Комуналь д’Андорра-ла-Велья (кат. Estadi Comunal d'Andorra la Vella) — футбольний стадіон, що знаходиться в столиці Андорри місті Андорра-ла-Велья.
Цей стадіон разом зі стадіоном Комуналь д'Айшовалль, є єдиним, на якому проходять внутрішні футбольні змагання Андорри.